# LDAP Data Interchange Format
LDIF (zkratka angl. LDAP Data Interchange Format) je standardizovaný formát pro reprezentaci a aktualizaci dat na adresářovém serveru.

## Vlastnosti formátu
Jedná se o jednoduchou textovou reprezentaci záznamů v adresáři. Každý záznam je v něm definován svým rozlišovacím jménem DN a povinnými (či nepovinnými) atributy. U každého záznamu nesmíme zapomenout uvést, jaké objektové třídy (popř. tříd) je záznam instancí.
```
dn: uid=petr.novak,dc=abc,dc=cz
objectClass: person
cn: Petr Novák
sn: Novák
userPassword: {SSHA}NYvO6jDBU1cJ11nhol37Xo9T5eOLe9Ci
telephoneNumber: 2114
description: Petr Novák je průměrný český muž. 
```

Povinné atributy pro třídu person jsou sn a cn.

## Využití formátu
Adresářové servery respektují LDIF standard a umožňují import a export dat v tomto formátu. Pomocí souborů LDIF můžeme jednoduše importovat do adresáře množství nových záznamů, stejně tak můžeme celý obsah adresáře exportovat do tohoto formátu. S těmito soubory umí pracovat i základní obslužné programy serverů. Například v serveru OpenLDAP programy ldapadd, ldapmodify a ldapdelete.

## Obdobné formáty
- DSML – formát založený na XML, který by měl zastávat všechny funkce jako LDIF. Jeho podpora ale není zatím tak velká.